# Xiangtang (sockenhuvudort i Kina, Liaoning Sheng, lat 40,83, long 122,77)
Xiangtang (kinesiska: 响堂, 响堂街道) är en sockenhuvudort i Kina. Den ligger i provinsen Liaoning, i den nordöstra delen av landet, omkring 120 kilometer sydväst om provinshuvudstaden Shenyang. Antalet invånare är 38 718. Befolkningen består av 18 837 kvinnor och 19 881 män. Barn under 15 år utgör 14,0 %, vuxna 15-64 år 78 %, och äldre över 65 år 7,0 %.
Runt Xiangtang är det tätbefolkat, med 442 invånare per kvadratkilometer. Närmaste större samhälle är Haicheng, 2,7 km nordväst om Xiangtang. Omgivningarna runt Xiangtang är en mosaik av jordbruksmark och naturlig växtlighet.
Genomsnittlig årsnederbörd är 976 millimeter. Den regnigaste månaden är juli, med i genomsnitt 249 mm nederbörd, och den torraste är januari, med 7 mm nederbörd.